# Lidl Unihockey Prime League 2022/23 der Frauen
Die Lidl Unihockey Prime League 2022/23 der Frauen war die 37. Spielzeit um die Schweizer Unihockeymeisterschaft. Sie begann am 10. September 2023, und die Hauptrunde endete am 12. Februar 2024. Die Play-off-Spiele fanden vom 25. Februar bis zum 15. April 2023 mit dem Superfinal statt.
Als Titelverteidiger gingen die Kloten-Dietlikon Jets in die Saison. Sie konnten den Meistertitel verteidigen.

## Modus
In der Hauptrunde spielte jedes Team jeweils zweimal (Hin- und Rückspiel) gegen jedes andere. Die Viertel- und Halbfinals der Play-offs sowie die Play-outs finden im Modus Best-of-Seven statt. Dort durften der 1. bis zum 4. sich nacheinander den Gegner von den Plätzen 5 bis 8 nacheinander auswählen. Im Halbfinal traten dann die Sieger an. Die beiden Sieger daraus ermittelten in einem Spiel, dem Superfinal, den Schweizer Floorball-Meister.
Die Play-outs-Teilnehmer, Platz 9 und 10, spielten ebenfalls gekreuzt gegeneinander. Die Gewinner der Halbfinals hielten die Klasse. Die Verlierer kamen in die Barrage mit den beiden besten Teams der Nationalliga B.

## Teilnehmer
In der Saison 2023/24 waren zehn Mannschaften in der L-UPL vertreten.
- Kloten-Dietlikon Jets (Meister)
- piranha chur
- Red Ants Winterthur
- Skorpion Emmental Zollbrück
- Zug United
- Wizards Bern Burgdorf
- Unihockey Berner Oberland
- UHC Laupen
- Floorball Riders Dürnten-Bubikon-Rüti
- Waldkirch-St. Gallen (Aufsteiger)

## Hauptrunde
| Rg. | Team                        | Sp | S  | U | SnV | NnV | N  | T       | TD  | Pkt. |
| --- | --------------------------- | -- | -- | - | --- | --- | -- | ------- | --- | ---- |
| 1.  | Skorpion Emmental Zollbrück | 18 | 14 | 2 | 2   | 0   | 2  | 128:580 | +70 | 46   |
| 2.  | Kloten-Dietlikon Jets (M)   | 18 | 13 | 1 | 0   | 1   | 4  | 92:57   | +35 | 40   |
| 3.  | Zug United                  | 18 | 12 | 3 | 1   | 2   | 3  | 101:730 | +28 | 40   |
| 4.  | piranha chur                | 18 | 11 | 2 | 1   | 1   | 5  | 87:61   | +26 | 36   |
| 5.  | Wizards Bern Burgdorf       | 18 | 7  | 3 | 2   | 1   | 8  | 88:77   | +11 | 26   |
| 6.  | Unihockey Berner Oberland   | 18 | 7  | 3 | 2   | 1   | 8  | 74:70   | +4  | 26   |
| 7.  | Red Ants Winterthur         | 18 | 5  | 5 | 3   | 2   | 8  | 80:95   | −15 | 23   |
| 8.  | UHC Laupen                  | 18 | 5  | 2 | 0   | 2   | 11 | 59:74   | −15 | 17   |
| 9.  | FB Riders DBR               | 18 | 2  | 2 | 1   | 1   | 14 | 062:116 | −54 | 9    |
| 10. | Waldkirch-St. Gallen        | 18 | 2  | 1 | 0   | 1   | 15 | 038:128 | −90 | 7    |

(M) – Meister, Titelverteidiger 2021/22

## Play-offs
Die besser platzierten Teams der Hauptrunde haben in den Spielen 1, 3, 5 und 7 Heimrecht, die schlechter platzierten in Spiel 2, 4 und 6.
| Viertelfinal | Viertelfinal                | Viertelfinal |   |                             | Halbfinal             | Halbfinal | Halbfinal |  |  | Final | Final | Final |
|              |                             |              |   |                             |                       |           |           |  |  |       |       |       |
| 1            | Skorpion Emmental Zollbrück | 4            |   |                             |                       |           |           |  |  |       |       |       |
| 8            | UHC Laupen                  | 0            |   |                             |                       |           |           |  |  |       |       |       |
|              |                             |              | 1 | Skorpion Emmental Zollbrück | 4                     |           |           |  |  |       |       |       |
|              |                             |              |   | 4                           | piranha chur          | 1         |           |  |  |       |       |       |
| 4            | piranha chur                | 4            |   |                             |                       |           |           |  |  |       |       |       |
| 5            | Wizards Bern Burgdorf       | 1            |   |                             |                       |           |           |  |  |       |       |       |
|              |                             |              | 1 | Skorpion Emmental Zollbrück | 2                     |           |           |  |  |       |       |       |
|              |                             |              |   | 2                           | Kloten-Dietlikon Jets | 4         |           |  |  |       |       |       |
| 2            | Kloten-Dietlikon Jets       | 4            |   |                             |                       |           |           |  |  |       |       |       |
| 7            | Red Ants Winterthur         | 0            |   |                             |                       |           |           |  |  |       |       |       |
|              |                             |              | 2 | Kloten-Dietlikon Jets       | 4                     |           |           |  |  |       |       |       |
|              |                             |              |   | 3                           | Zug United            | 2         |           |  |  |       |       |       |
| 3            | Zug United                  | 4            |   |                             |                       |           |           |  |  |       |       |       |
| 5            | Unihockey Berner Oberland   | 2            |   |                             |                       |           |           |  |  |       |       |       |
|              |                             |              |   |                             |                       |           |           |  |  |       |       |       |

### Viertelfinal
|                             |   |                           | Serie | 1         | 2          | 3                | 4         | 5         | 6         | 7 |
| --------------------------- | - | ------------------------- | ----- | --------- | ---------- | ---------------- | --------- | --------- | --------- | - |
| Skorpion Emmental Zollbrück | – | UHC Laupen                | 4:0   | 6:1 (1:0) | 14:2 (2:0) | 3:2 n. PS. (3:0) | 6:1 (4:0) | –         | –         | – |
| piranha chur                | – | Wizards Bern Burgdorf     | 4:1   | 5:3 (1:0) | 6:8 (1:1)  | 10:4 (2:1)       | 6:3 (3:1) | 8:4 (4:1) | –         | – |
| Kloten-Dietlikon Jets       | – | Red Ants Winterthur       | 4:0   | 5:4 (1:0) | 3:2 (2:0)  | 10:4 (3:0)       | 9:1 (4:0) | –         | –         | – |
| Zug United                  | – | Unihockey Berner Oberland | 4:2   | 8:2 (1:0) | 2:7 (1:1)  | 11:4 (2:1)       | 5:6 (2:2) | 8:7 (3:2) | 6:4 (4:2) | – |

### Halbfinal
|                             |   |              | Serie | 1         | 2         | 3         | 4         | 5         | 6         | 7 |
| --------------------------- | - | ------------ | ----- | --------- | --------- | --------- | --------- | --------- | --------- | - |
| Skorpion Emmental Zollbrück | – | piranha chur | 4:1   | 4:3 (1:0) | 6:1 (2:0) | 9:0 (3:0) | 4:5 (3:1) | 7:3 (4:1) | –         | – |
| Kloten-Dietlikon Jets       | – | Zug United   | 4:2   | 4:7 (0:1) | 4:5 (0:2) | 5:2 (1:2) | 3:1 (2:2) | 6:3 (2:2) | 4:3 (2:2) | – |

#### Superfinal
Das Finalspiel der Schweizer Unihockeymeisterschaft wird als Superfinal ausgetragen.
| 15. April 2023 13:30 Uhr |  | Kloten-Dietlikon Jets | 4:2 (0:0, 2:1, 2:1) Spielbericht | Skorpion Emmental Zollbrück | stimo arena, Kloten Zuschauer: 5.562 |

## Playouts
Die Playouts bestand aus einer Partien, nämlich der Neunt- gegen den Zehntplatzierten. Es wurde im Modus Best-of-Seven gespielt, wobei die Verlierer der Partien an der Barrage teilnehmen mussten, wo dann der letzte Startplatz der L-UPL 2023/24 ermittelt wurde. Dank des Siegs gegen Waldkirch-St. Gallen im Barrage-Spiel konnte Aergera Giffers aufsteigen, die St. Gallerinnen mussten in die Nationalliga B absteigen.

|  | Playouts | Playouts             | Playouts |  |  | Barrage | Barrage              | Barrage |
|  |          |                      |          |  |  |         |                      |         |
|  | 9        | FB Riders DBR        | 4        |  |  |         |                      |         |
|  | 10       | Waldkirch-St. Gallen | 2        |  |  | NLB2    | Aergera Giffers      | 3       |
|  |          |                      |          |  |  | 10      | Waldkirch-St. Gallen | 2       |

|               |   |                      | Serie | 1         | 2         | 3         | 4         | 5          | 6         | 7 |
| ------------- | - | -------------------- | ----- | --------- | --------- | --------- | --------- | ---------- | --------- | - |
| FB Riders DBR | – | Waldkirch-St. Gallen | 4ː2   | 3:5 (0:1) | 3:5 (0:2) | 5:0 (1:2) | 5:3 (2:2) | 10:2 (3:2) | 7:4 (4:2) | – |

### Barrage
|                 |   |                      | Serie | 1         | 2         | 3         | 4         | 5         |
| --------------- | - | -------------------- | ----- | --------- | --------- | --------- | --------- | --------- |
| Aergera Giffers | – | Waldkirch-St. Gallen | 3ː2   | 2:4 (0:1) | 3:2 (1:1) | 2:6 (1:2) | 5:3 (2:2) | 5:4 (3:2) |